# Карл Александър Лотарингски
Карл Александър фон Лотарингия и Бар (на немски: Karl Alexander von Lothringen und Bar) от династията Хабсбург-Лотаринги е управител и генерал-капитан на Нидерландия (1744 – 1780) и петдесет и втори Велик магистър на рицарите от Тевтонския орден (1761 – 1780), императорски фелдмаршал (1740).
Той е син на херцог Леополд Лотарингски (1679 – 1729) и Елизабет Шарлота Бурбон-Орлеанска (1676 – 1744), дъщеря на херцог Филип I Орлеански и Лизелота фон Пфалц. Брат е на Франц I Стефан (1708 – 1765), император на Свещената Римска империя, Леополд Клеменс Карл (1707 – 1723) и Елизабет Тереза (1711 – 1741), кралица на Сардиния, омъжена на 5 март 1737 г. в Люневил за Карл-Емануил III Савойски (1701 – 1773).

## Фамилия
Карл Александър Лотарингски се жени на 7 януари 1744 г. във Виена за Мария Анна Австрийска (* 26 септември 1718 във Виена; † 16 декември 1744 в Брюксел), втората дъщеря на император Карл VI (1685 – 1740) и съпругата му Елизабет Христина фон Брауншвайг-Волфенбютел (1691 – 1750). Тя е по-малка сестра на Мария Терезия.

Двойката поема на 26 март 1744 г. управлението на Нидерландия в Брюксел след смъртта на нейната леля Мария Елизабет (1680 – 1741).
Карл тръгва във войната против Прусия, докато Мария Анна очаква първото си дете. Тя ражда мъртво момиче на 16 декември 1744 г. в Брюксел. След няколко часа умира и Мария Анна на 26 години. По-късно тя е закарана във Виена и е погребана заедно с мъртвороденото си дете в императорската гробница. Карл не се жени отново.
Карл има веръзка с Регина Бартхолоти фон Портенфелд. Те имат една дъщеря:
- Мари Регина Йохана фон Мерай (* 25 юни 1744, Виена; † 10 април 1779, Гритцендорф), омъжена на 1 август 1762 г. в Грос Пертхолц за фрайхер Йохан Еренрайх Йозеф фон Хакелберг-Ландау (* 6 август 1732, Албрехтсберг; † 15 декември 1784, Грос Пертхолц)

Той има и други незаконни деца.